# Теодор Зевеке
Теодор Еміль Зевеке (нім. Theodor Emil Saevecke; 22 березня 1911, Гамбург, Німецька імперія — 16 грудня 2000, Діссен, Німеччина) — гауптштурмфюрер СС, керівник гестапо у Мілані, причетний до розстрілів мирних жителів і депортації італійських євреїв у табори смерті. Після війни працював на ЦРУ та у федеральному відомстві кримінальної поліції.

## Біографія
Теодор Зевеке народився 22 березня 1911 року у сім'ї військовослужбовця Карла Зевеке та його дружини Марії у Гамбурзі. Відвідував школу в Ойтіні та гімназію Фрідріха-Франца у Пархімі. Пізніше разом із сім'єю переїхав до Людвігслюсту, навчався у гімназії Катарінеум у Любеку. У лютому 1930 року кинув навчання, яке, на його думку, проводилося «під керівництвом євреїв і марксистів». Після цього служив офіцером торгового флоту і з грудня 1930 року до червня 1932 року подорожував на кораблі «Падуя» по західному узбережжю Південної Америки, а потім на чотирищогловому барку «Приваллі» він ходив до Австралії. 27 березня 1934 року добровільно залишив флот.
З червня 1926 року перебував у «Шиллюгенде» — молодіжній організації добровольчого корпусу Россбаха. 15 грудня 1928 року вступив у Штурмові загони (СА), а 1 лютого 1929 року у НСРПН (квиток № 112407). У 1938 році був зарахований до СС (№ 396401). 1 жовтня 1934 року розпочав службу у поліції Любека. З 1937 року навчався у школі поліції безпеки у Шарлоттенбурзі та після її закінчення отримав посаду поліцейського комісара у кримінальних справах. Потім був переведений до Берліна, де працював на поліцейській дільниці та керував відділом пожеж і катастроф, а потім займався розслідуванням вбивств. У листопаді 1938 року разом з Ернстом Геннатом він взяв участь у першому в історії Німеччини телевізійному інтерв'ю з представниками поліції: після трансляції, показаної у 28 берлінських кінозалах, від населення почали надходити численні повідомлення, які допомогли Зевеке розкрити вбивство шофера таксі.
Під час Польської кампанії перебував у 6-й айнзацгрупі. Айнзацгрупи здійснювали вбивства польської інтелігенції та євреїв. 9 вересня 1939 року айнзацгрупа 6 під командуванням Еріха Наумана була переведена у провінцію Позен. Після приєднання області Вартеланд до Третього рейху співробітники айнзацкоманди 6 за наказом Гіммлера (від 20 листопада 1939 року) були переведені у відділення гестапо у Позені. У цьому місті Зевеке очолив комісаріат з розслідування вбивств. Згідно з повоєнними даними інформатора ЦРУ, він був одним із трьох офіцерів, який давав дозвіл на знищення у концтаборі біля Позена циган і євреїв. 25 березня 1941 року очолив відділ V A2 (профілактична боротьба зі злочинністю) у Головному управлінні імперської безпеки.
З січня до лютого 1941 року проходив навчальну підготовку у школі італійської поліції у Тіволі неподалік Риму. З 1942 року був офіцером зв'язку між СС й італійською колоніальною поліцією у Лівії. У листопаді 1942 року був переведений до айнзацкоманди, яка діяла у Тунісі й очолювана Вальтером Рауффом. Цей підрозділ організував примусові роботи туніських євреїв і змушував місцевих єврейських громад платити високі збори. Зевеке своїм наказом розділив громади у Тунісі та у Сусі. У примусовому порядку він зібрав із населення громад 50 мільйонів франків і 43 кілограми золота. 9 травня 1943 року після перемоги англо-американських військ у Тунісі він залишив айнзацкоманду й отримав відрядження до Італії. На думку його майбутнього командира Карла Вольфа, вищого керівника СС і поліції в Італії, Зевеке «з великим успіхом працював над розв'язанням єврейського питання у Тунісі».
З 1 липня 1943 року перебував на службі у командира поліції безпеки та СД у Вероні, а 13 вересня 1943 року очолив гестапо у Мілані. Особисто контролював арешти бійців італійського руху опору та відповідав за депортацію щонайменше 700 італійських євреїв до таборів смерті. 10 серпня 1944 року наказав розстріляти 15 італійців на міланській площі Лоретто як акт відплати за знищення німецької вантажівки учасниками Опору, за що отримав прізвисько «кат Мілана». У серпні 1944 року 10 службовців підрозділу СС під керівництвом Зевеке вбили трьох чоловіків у місті Корбетта у покарання за вбивство одного члена СС. Того ж місяця знову з'явився у Корбетті разом із начальником Вальтером Рауффом у супроводі 20 есесівців і 100 колабораціоністів. Вони зібрали все чоловіче населення на площі, після чого п'ятьох чоловіків публічно розстріляли, а їхні будинки спалили. Керівник СС і поліції в Італії Карл Вольф у березні 1944 року зазначив, що Зевеке «багато зробив для боротьби з італійським рухом опору у Ломбардії та брав участь майже у всіх операціях на передовій лінії у боротьбі з партизанами».

### Після війни
У квітні 1945 року був заарештований американцями й утримувався в таборі для інтернованих Дахау. На допитах зізнався у причетності до організації примусових робіт туніських євреїв і розстрілах у Мілані, проте приховав свою роль щодо депортації євреїв. Оскільки британська сторона підготувала звинувачення щодо воєнних злочинів в Італії, на початку жовтня 1947 року його передали англійцям, але вже у листопаді того ж року повернули до американського табору, тому що британська влада виявилася не зацікавленою у висуненні йому звинувачення. У квітні 1948 року його звільнили з табору для інтернованих. 25 серпня 1950 року комісія у Берліні у рамках денацифікації засудила Зевеке на 18 місяців ув'язнення з урахуванням його трирічного перебування у таборі. Зевеке зареєстрували під псевдонімом «Кабанжо» на базі ЦРУ у Берліні. На відміну від інших націонал-соціалістів, він виявився цінним джерелом інформації і, до того ж, уже мав відповідний практичний досвід. Своїх політичних поглядів не приховував: за словами агента ЦРУ Річарда Гелмса, він вважав принципи націонал-соціалізму правильними. Згідно з запискою ЦРУ від січня 1953 року Зевеке був упевнений у тому, що правильно діяв проти італійських партизанів, вважаючи їх за комуністів, а підтримку їх з боку союзників — прикрою помилкою.
У квітні 1950 року Зевеке звернувся до федерального міністра внутрішніх справ: за словами німецького історика Дітера Шенка у призначенні на роботу колишнього нациста брало участь майже все міністерство, включно з міністром Герхардом Шредером (ХДС) і держсекретарем Гансом Ріттером фон Лексом. Макс Гаґеманн був відповідальним за його прийняття на роботу, при цьому він враховував професіоналізм Зевеке, хоча і був стурбований тим, що той рано вступив до НСРПН. 15 грудня 1951 року Гаґеманн схарактеризували його як «аполітичного та слухняного чиновника з яскраво вираженим почуттям справедливості, який не користувався посадовими привілеями від своєї приналежності до нацистської партії». Таким чином, 10 січня 1952 року він почав працювати у федеральному відомстві кримінальної поліції. У квітні 1953 року керував операцією «Вулкан», під час якої було затримано 40 осіб, підозрюваних у шпигунстві. Більшість підозрюваних виявилися невинними через брак доказів. У 1953 році отримав призначення радником кримінальної поліції, а з вересня 1953 року очолював слідчу службу безпеки. У 1955 році керував підрозділом, який займався розслідуванням діяльності східних спецслужб.
У жовтні 1962 року працював заступником керівника групи безпеки BKA у Бонні. Зевеке виявився замішаний у так званому «скандалі Шпіґеля», оскільки був причетний до арешту заступника головного редактора журналу Конрада Алерса в Іспанії. Роль Зевеке у «скандалі зі Шпіґелем» призвела до появи у пресі повідомлень про його нацистське минуле. У лютому 1963 року міська рада Мілана зажадала від прем'єр-міністра Амінторе Фанфані, порушити проти нього судовий процес. 6 березня 1963 року ним зацікавився німецький бундестаг. Однак у листопаді 1964 року дисциплінарне розслідування було припинено, оскільки не було представлено жодних доказів, що Зевеке «під час Другої світової війни порушив свої обов'язки, покладені на нього як на чиновника, під час служби у кримінальній поліції, тим самим переступивши через верховенство права, людську гідність і права людини». 9 березня 1965 року був переведений у Федеральну асоціацію охорони повітря, а 16 травня 1966 року — у Федеральне управління цивільного захисту у Бад-Годесберзі, в яке його прийняли на постійну роботу з 14 грудня 1967 року. У 1971 році колишній поліцейський вийшов на пенсію.
Розслідування, проведені органами юстиції Західної Німеччини, не призвели до обвинувального висновку: у Берліні проти Зевеке проводилися розслідування щодо його роботи у Головному управлінні імперської безпеки, яке було припинено 9 лютого 1967 року, а два розслідування у справі розстрілу цивільного населення у Мілані, проведені проти нього прокуратурою Дортмунда, були припинені у 1971 та 1989 роках.
У листопаді 1997 року проти нього було розпочато попередні розслідування італійською прокуратурою: у цей час він проживав у Бад-Ротенфельді та вже був пенсіонером. 9 червня 1999 року був заочно засуджений туринським судом до довічного ув'язнення за воєнні злочини. Помер у грудні 2000 року.